# Dipperu nationalpark
Dipperu nationalpark är en nationalpark i Australien.   Den ligger i delstaten Queensland, i den östra delen av landet, 1 500 km norr om huvudstaden Canberra. Dipperu nationalpark  ligger 171 meter över havet. Arean är 111 kvadratkilometer.
I omgivningarna runt Dipperu nationalpark växer huvudsakligen savannskog.